# Hans Johan Gyllenlood
Hans Johan Gyllenlood, född 1664, död okänt år, var en svensk militär. Han var svärfor till Johan Adolf Löwenhult och Gustaf Gabriel Appelman.
Hans Johan Gyllenlood var son till ryttmästaren Hans Gyllenlood och Elin Björnram. Han blev ryttmästare vid finska adelsfanan 1678, musketerare vid Livgardet 1680, senare pikenerare där, och fältväbel vid estniska adelsfanan 1683, fänrik där 1685, löjtnant vid Tiesenhausens (senare Skyttes) infanteriregemente 1691 och erhöll avsked 1698. Gyllenlood blev ryttmästare vid estniska adelsfanan 1700, och var chef för Nylands femmänningsinfanteriregemente 1713–1715. År 1715 blev han chef för den enrollerade allmogen i Kopparbergs län och överste för densamma 1718, samt slutligen generalmajor. Gyllenlood erhöll avsked 1722 och bosatte sig därefter i Estland. Han skrev sig till Olsböle i Tenala socken som han sålde 1737, och Stenhusen i Estland.